# Parque Multiúsos da Sobreda

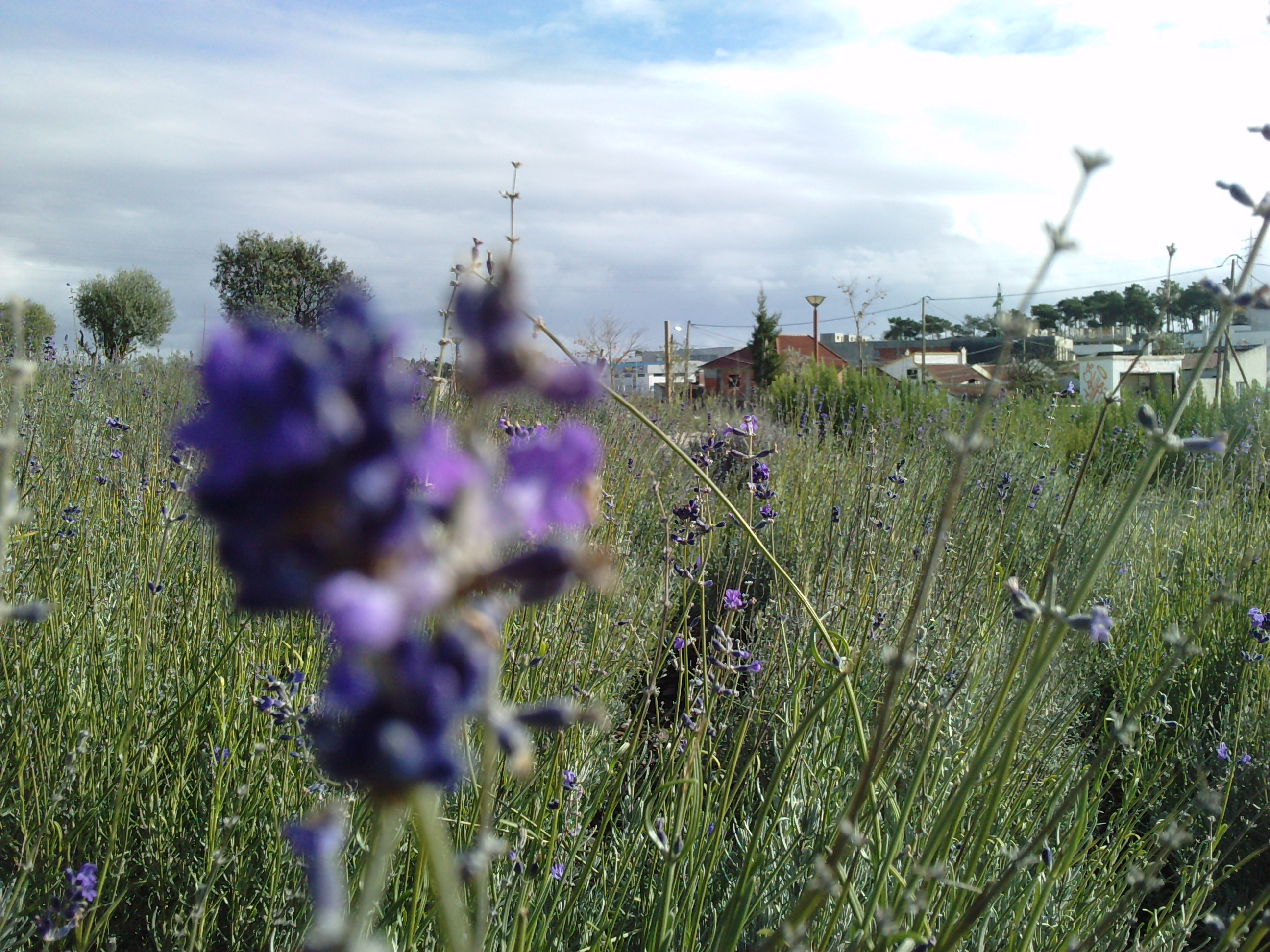
Alfazema no Parque multiusos da Sobreda

O parque multiusos da Sobreda, é um parque localizado na Quinta do Bom Retiro em Vale de Figueira, no concelho de Almada. A sua construcção, iniciada em meados de 2008, custou cerca de 4 milhões de euros e foi inaugurado no dia 21 de março de 2009, Dia Mundial da Árvore. Este espaço, com cerca 7 hectares, dispõe de um monumento em homenagem à mulher, um parque infantil, um skate parque, uma zona de piquenique e vários equipamentos desportivos para praticar por exemplo abdominais, elevações, slalom (estacas para contornar), barra de equilíbrio, salto de barreiras dorsais, saltos alternados e flexões, ao longo de um grande circuito.
No parque infantil, está a disposição, um escorrega, vários cavalos de madeira, baloiços e redes para trepar enquanto que no skate parque podemos encontrar 3 rampas com diferentes alturas e uma box.

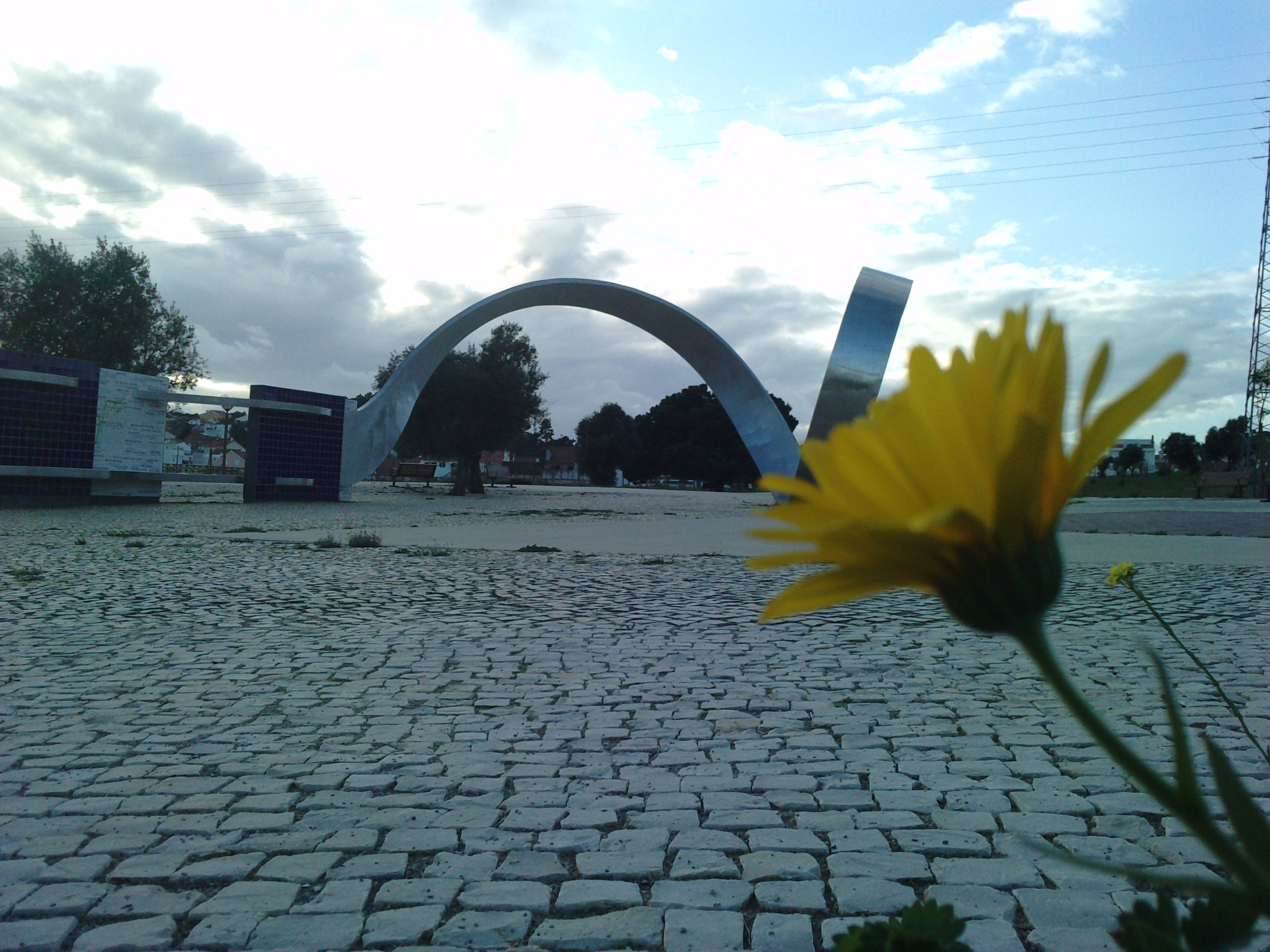
Monumento à Mulher

## Monumento à mulher
O Monumento consiste em dois elementos fundamentais ligados entre si: um muro coberto de azulejos e estruturas em aço.
Nos azulejos do muro, estão escritos 306 nomes de mulheres que ficaram famosas pelos seus feitos e marcaram a nossa história. As estruturas de aço formam um M, e representam o envolvimento e a solidariedade das mulheres na nossa sociedade para o desenvolvimento de um futuro melhor.

## Galeria de fotos

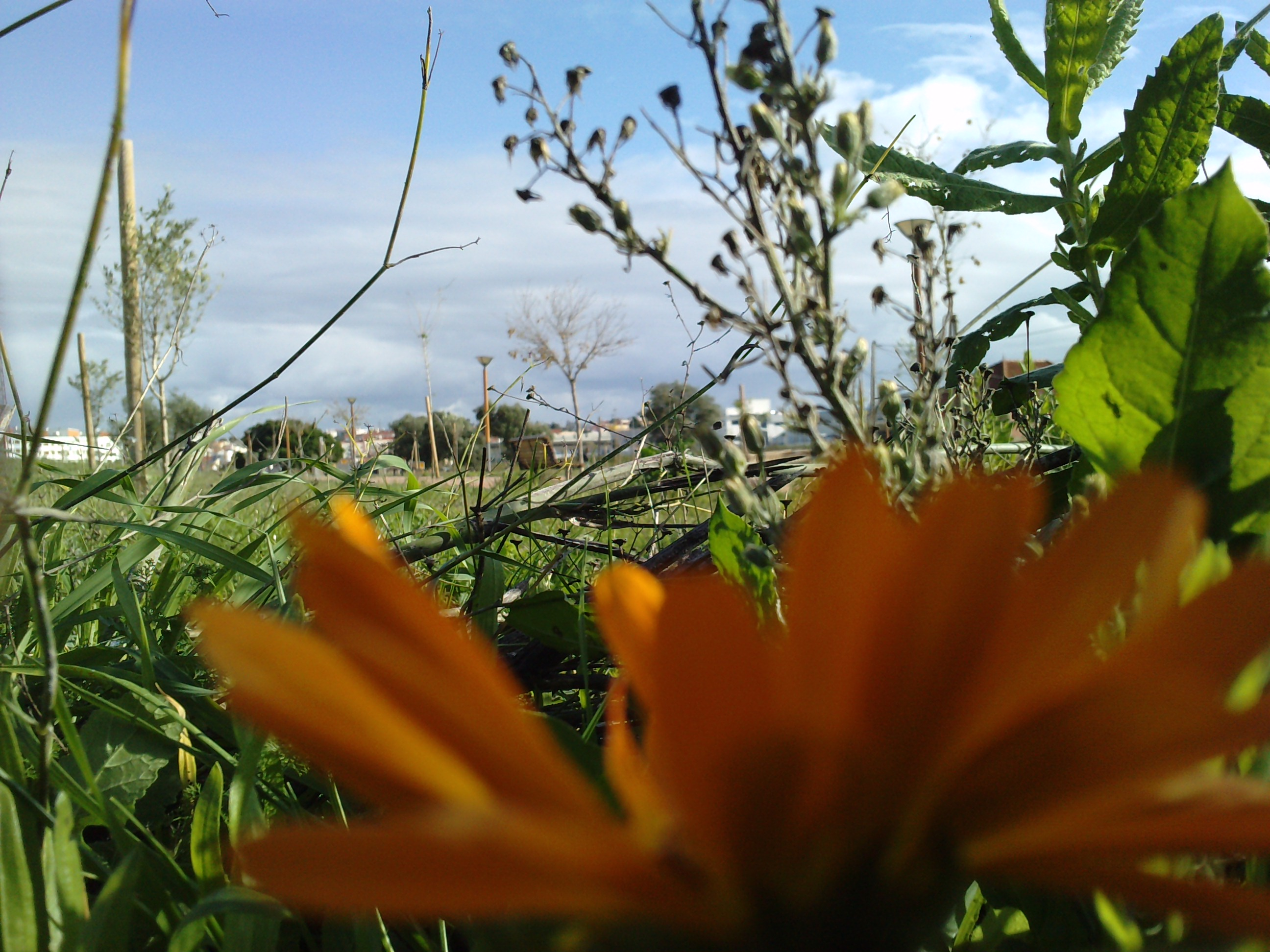
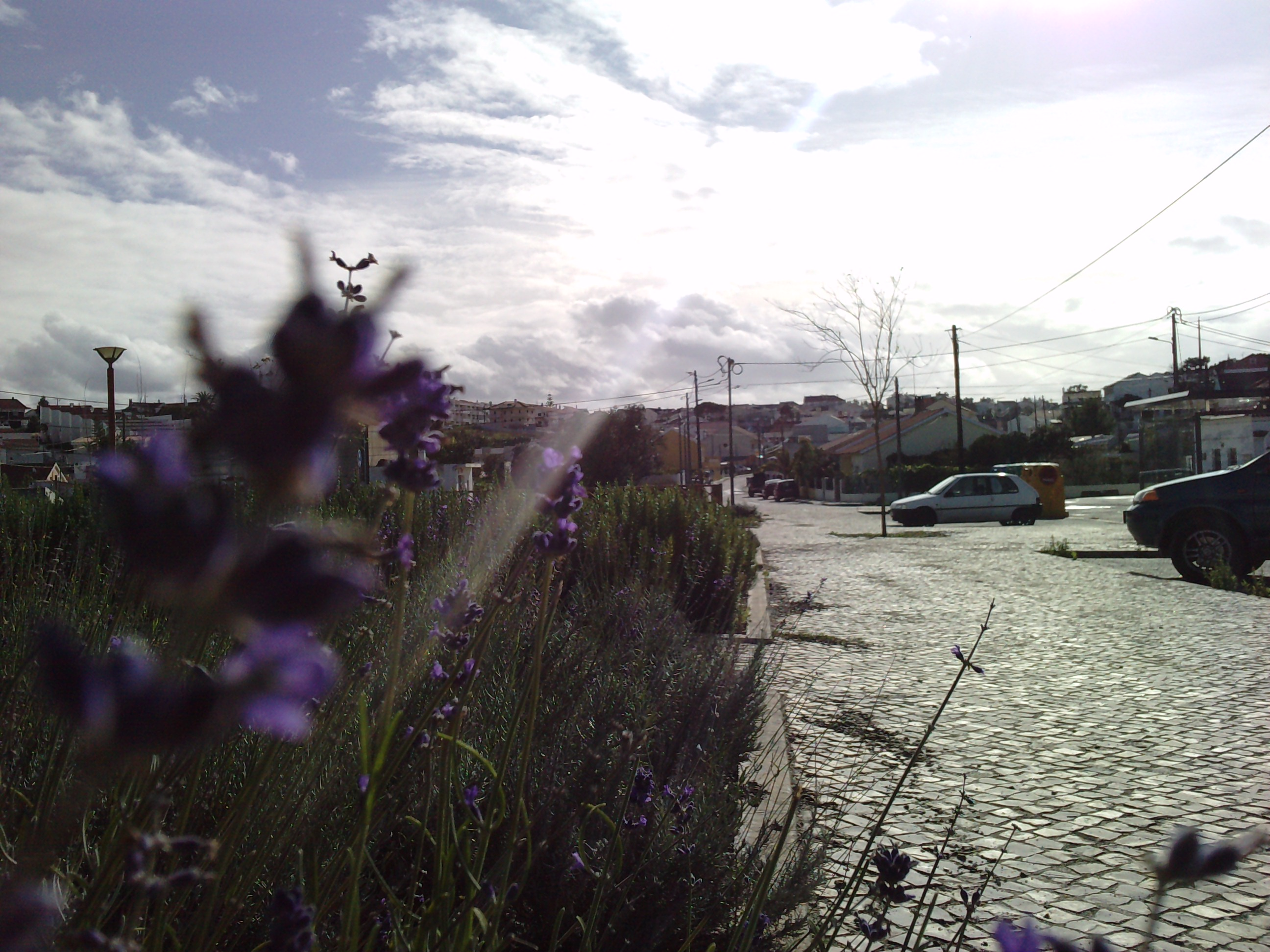
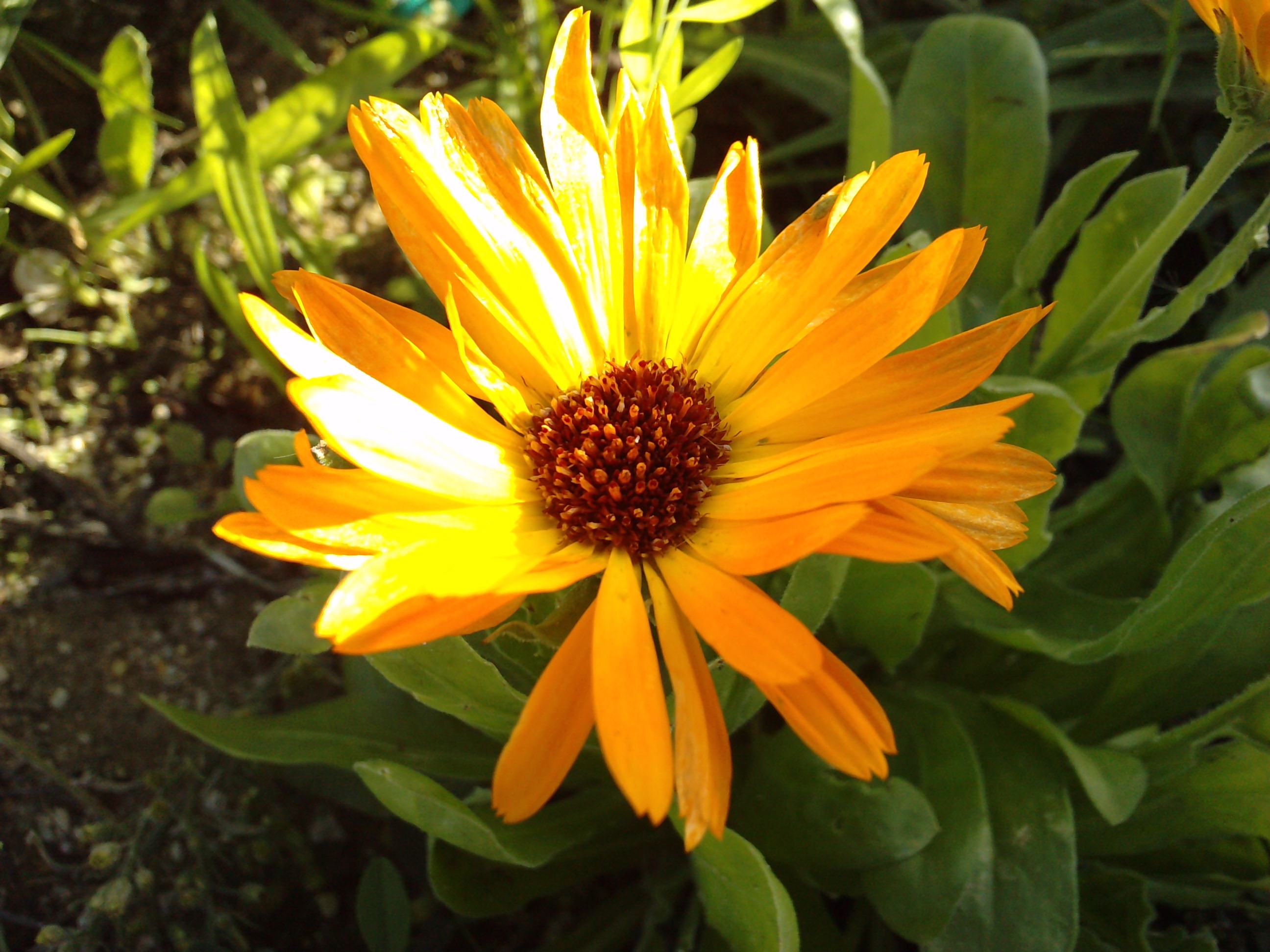
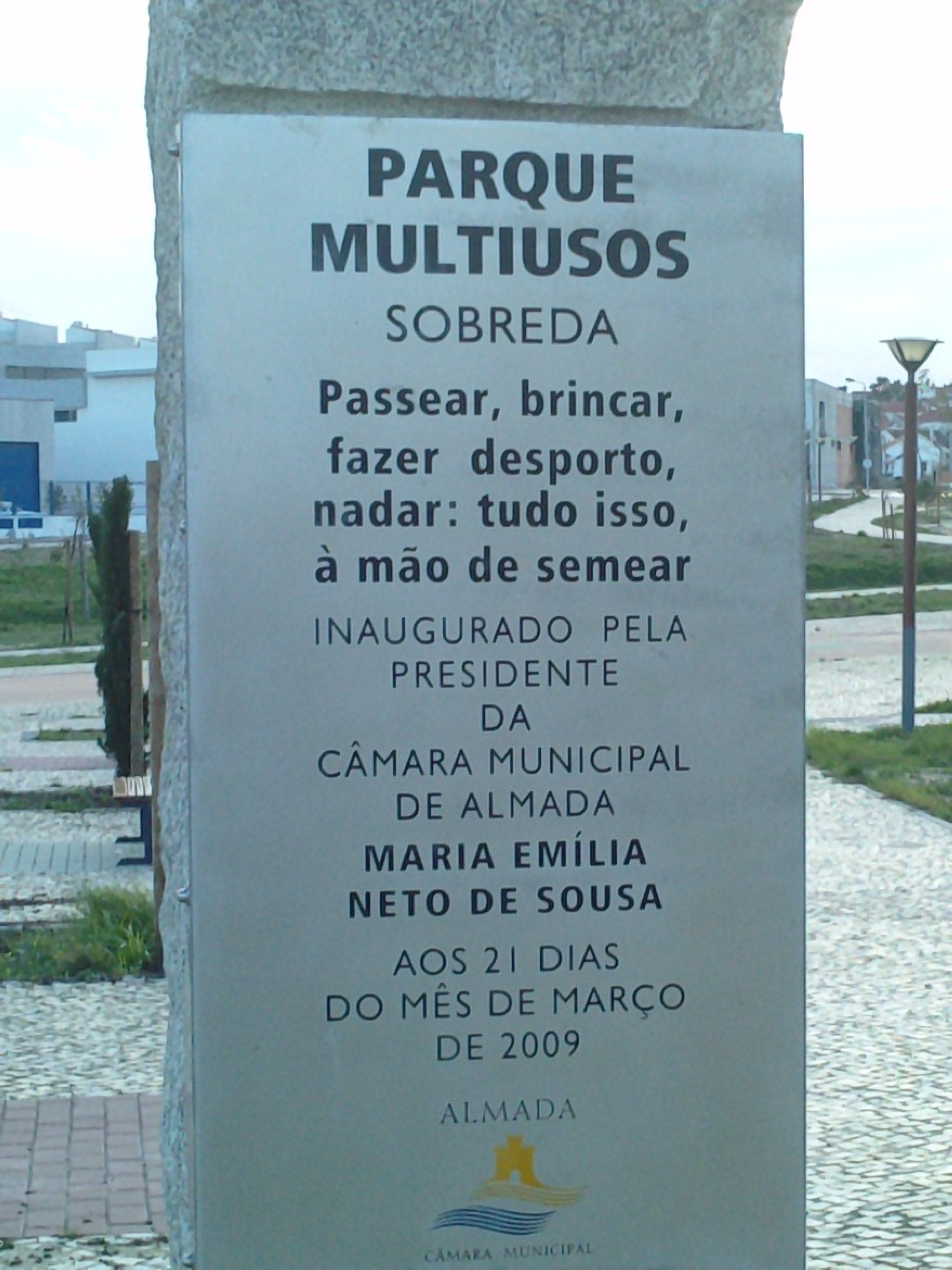
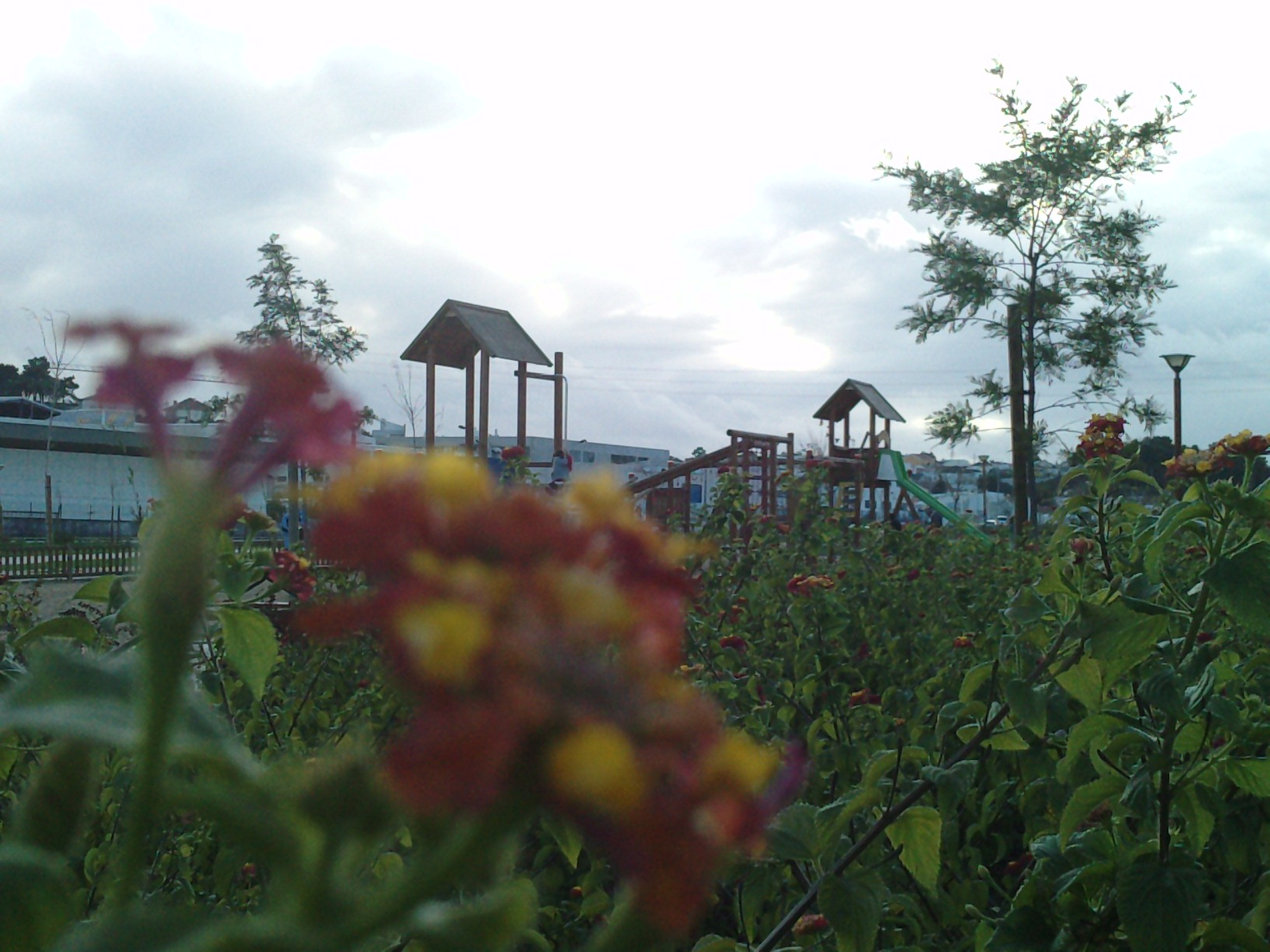